# Багыш (село)
Багыш (кирг. Багыш) — село в Сузакском районе Джалал-Абадской области Кыргызстана. Входит в состав Багышского аильного округа.
Расположено на высоте 940 метров над уровнем моря. Население 2405 человек (2009 г.); население занято в основном в сельском хозяйстве и животноводстве. Здесь есть гимназия, библиотека, цех фабрики хозтоваров.

## Население
Согласно оценочным данным Национального статистического комитета Кыргызской Республики, численность населения села на начало 2023 года составляла 3035 человек.
| год     | 2009 | 2014 | 2015 | 2020 | 2021 | 2023 |
| ------- | ---- | ---- | ---- | ---- | ---- | ---- |
| человек | 2405 | 2447 | 2791 | 2916 | 2963 | 3035 |